# David Johnson (peintre)
Pour les articles homonymes, voir David Johnson et Johnson.
David Johnson, né le 10 mai 1827 à New York et mort le 30 janvier 1908 à Walden dans l'État de New York, est un peintre américain associé à la seconde génération de l'Hudson River School et au Luminisme.

## Œuvres

### Musées détenant ses œuvres
Les œuvres de Johnson font partie des collections permanentes de nombreux musées :
- Brooklyn Museum
- Honolulu Museum of Art
- Musée Amon Carter (Fort Worth)
- Art Institute of Chicago
- Musée des beaux-arts de San Francisco
- Metropolitan Museum of Art de New York
- Musée des beaux-arts de Boston
- National Gallery of Art de Washington
- Cleveland Museum of Art
- North Carolina Museum of Art (Raleigh)
- Currier Museum of Art (Manchester, New Hampshire)

### Galerie

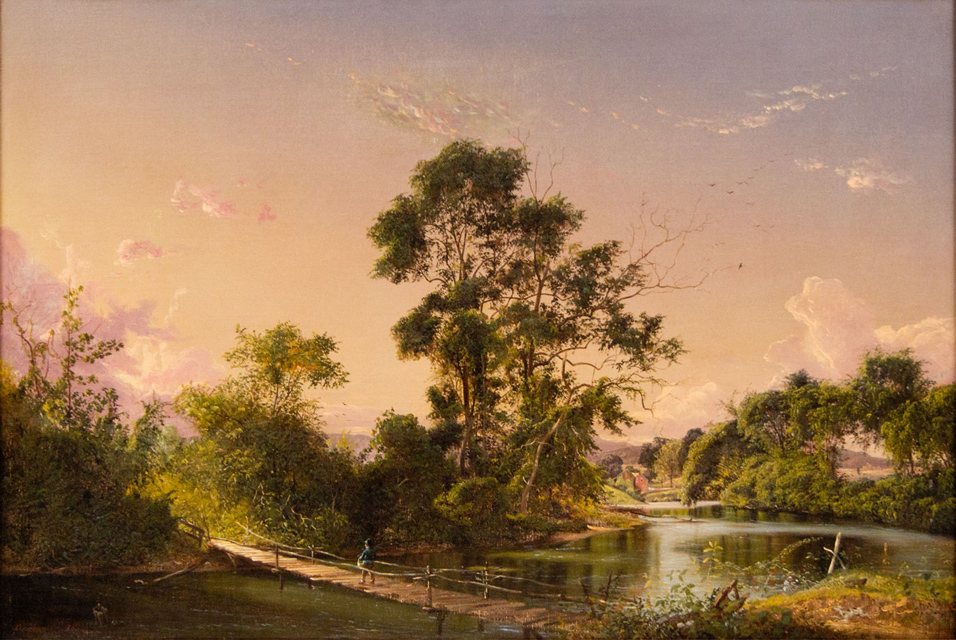
Sunset On the Unadilla River (1856)
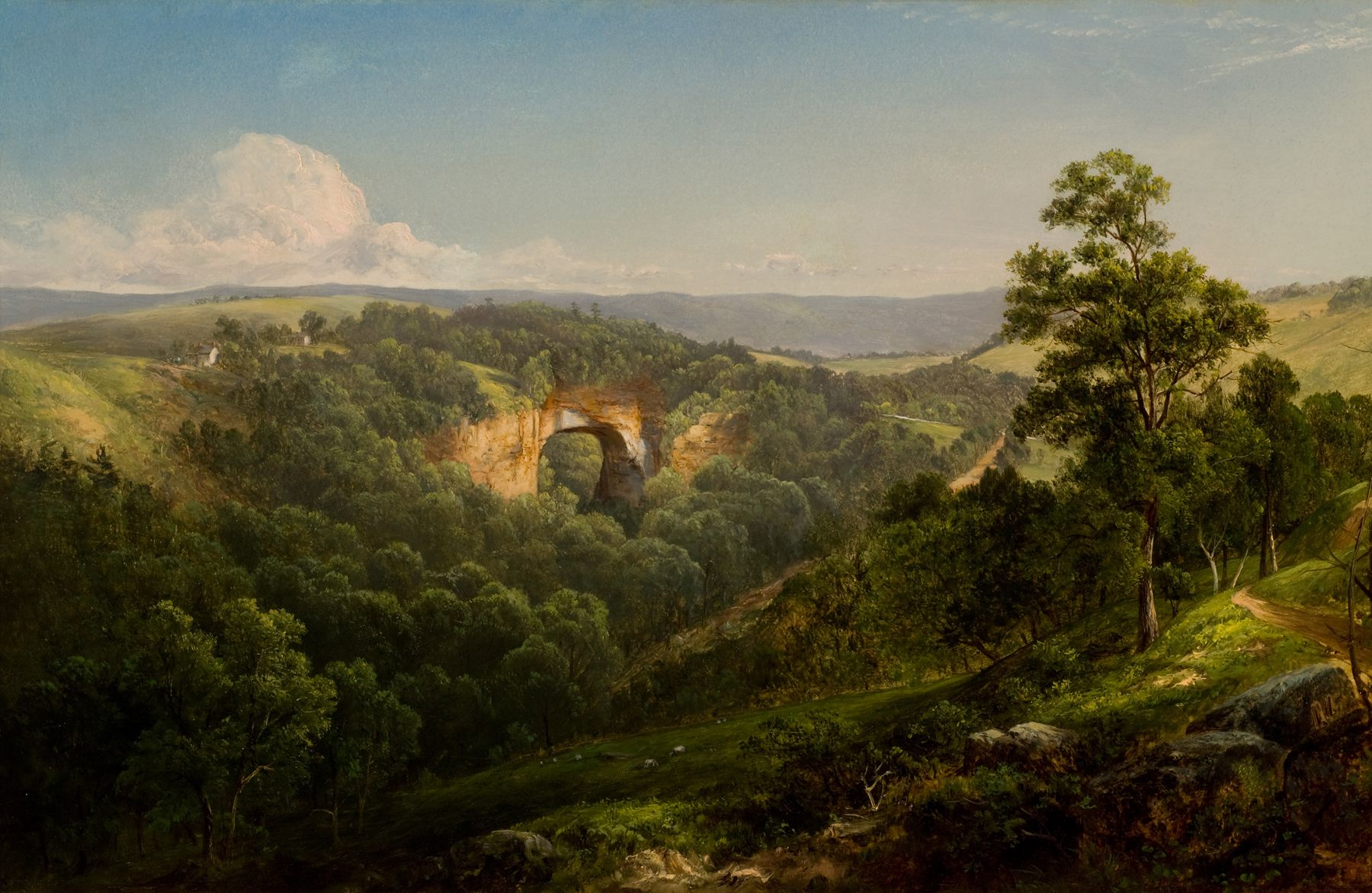
Natural Bridge, Virginia (1860)
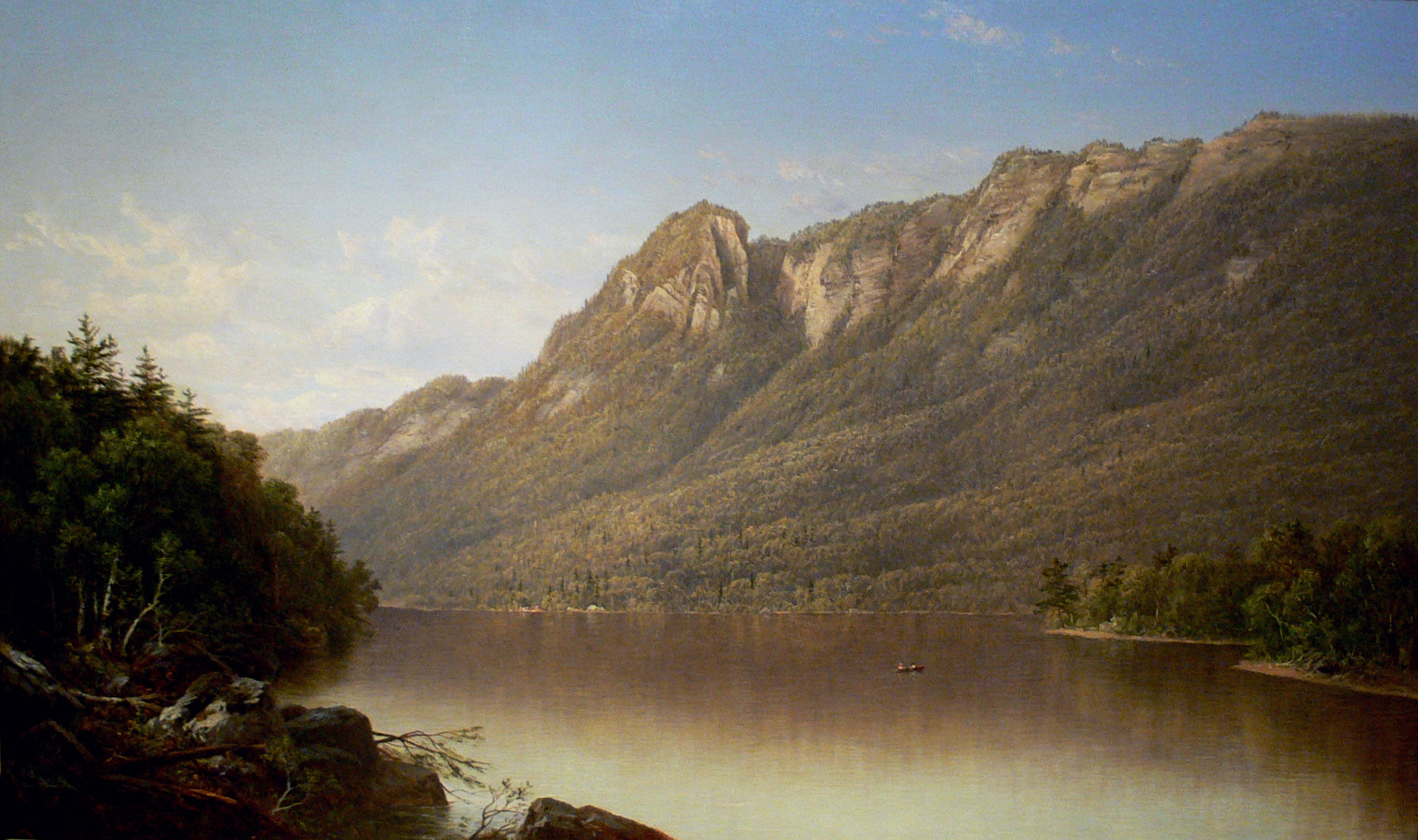
Eagle Cliff, Franconia Notch, New Hampshire (1864)
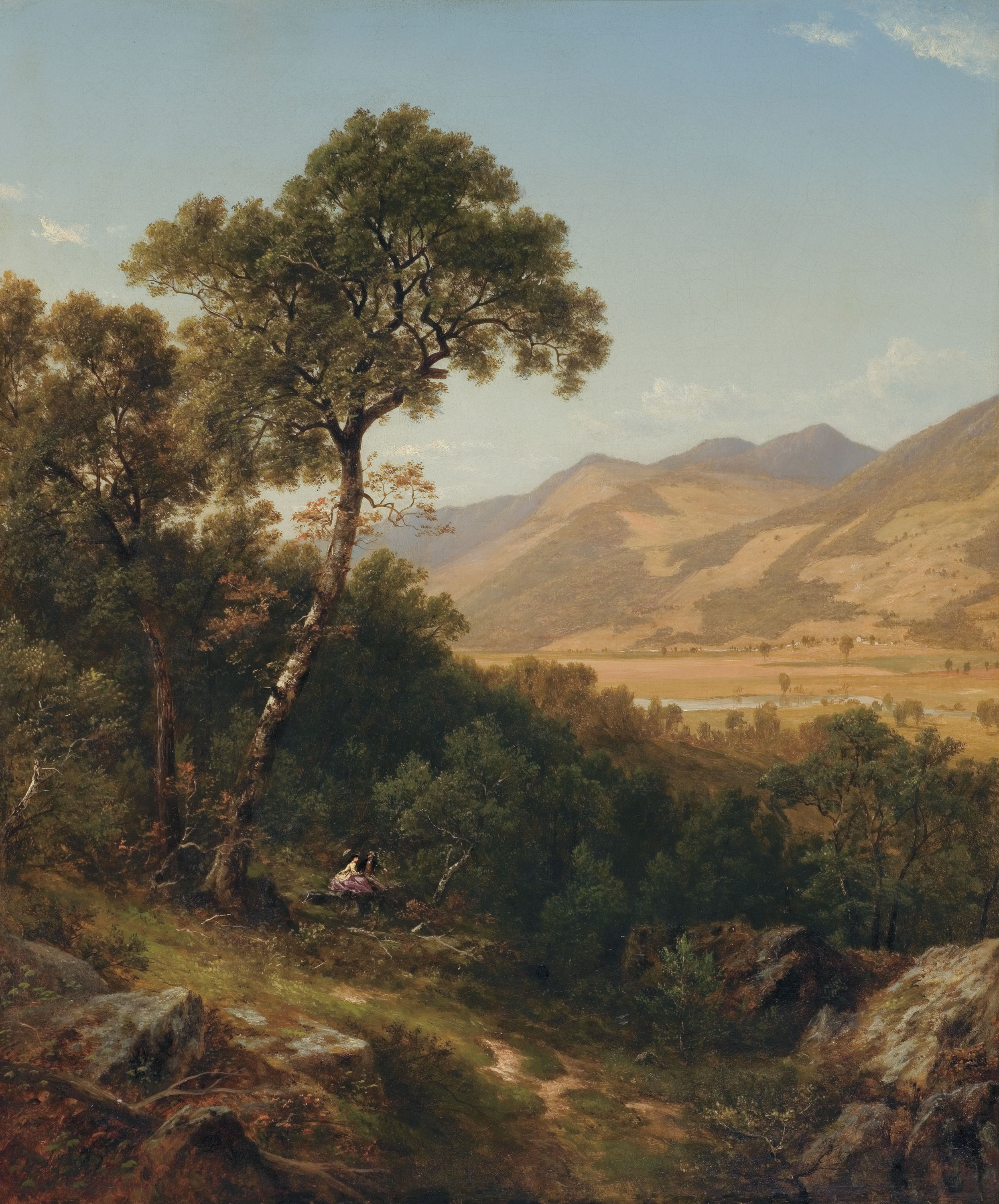
Near Shelburne, Vermont (1865)
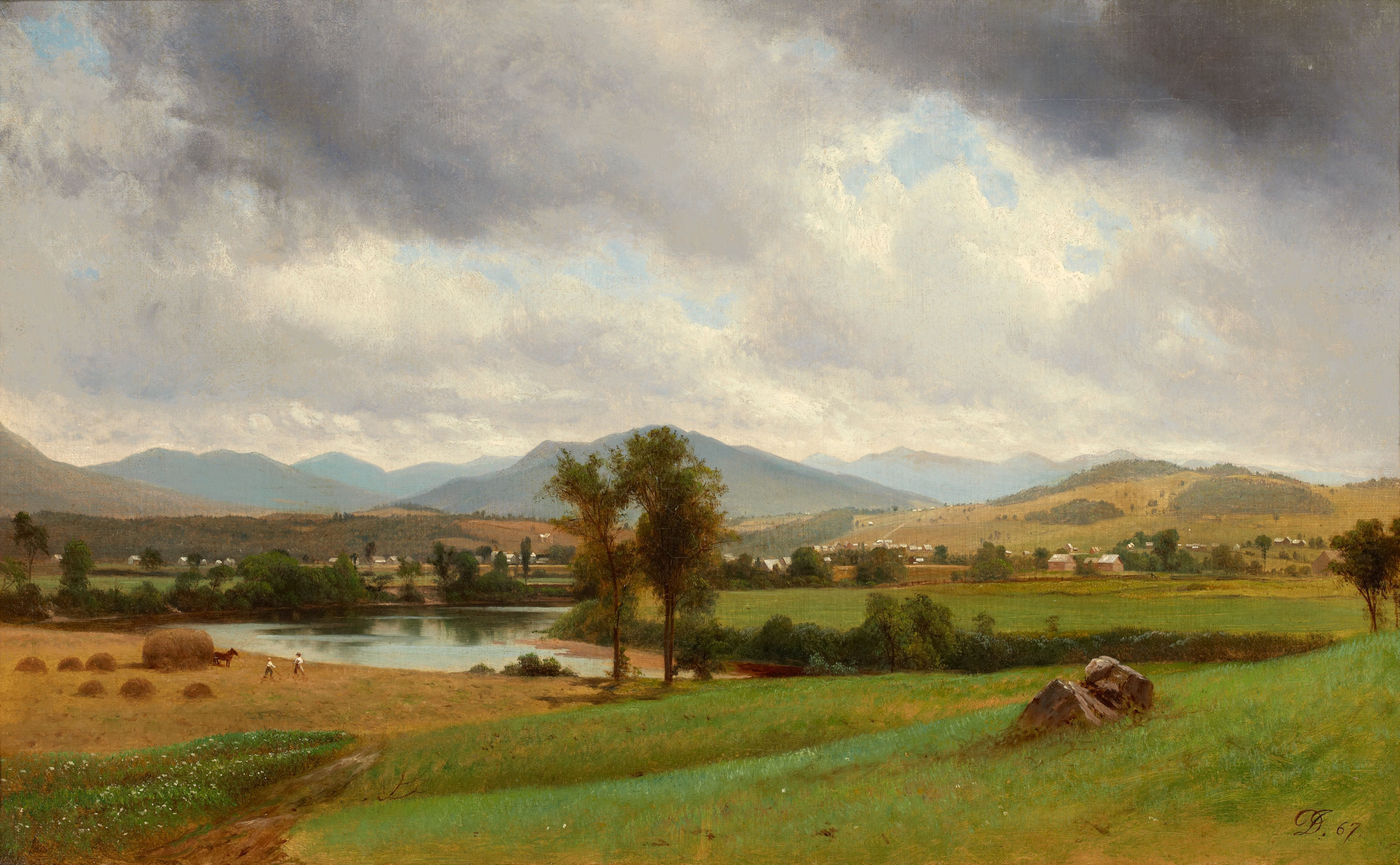
Untitled (Pastoral Scene) (1867)
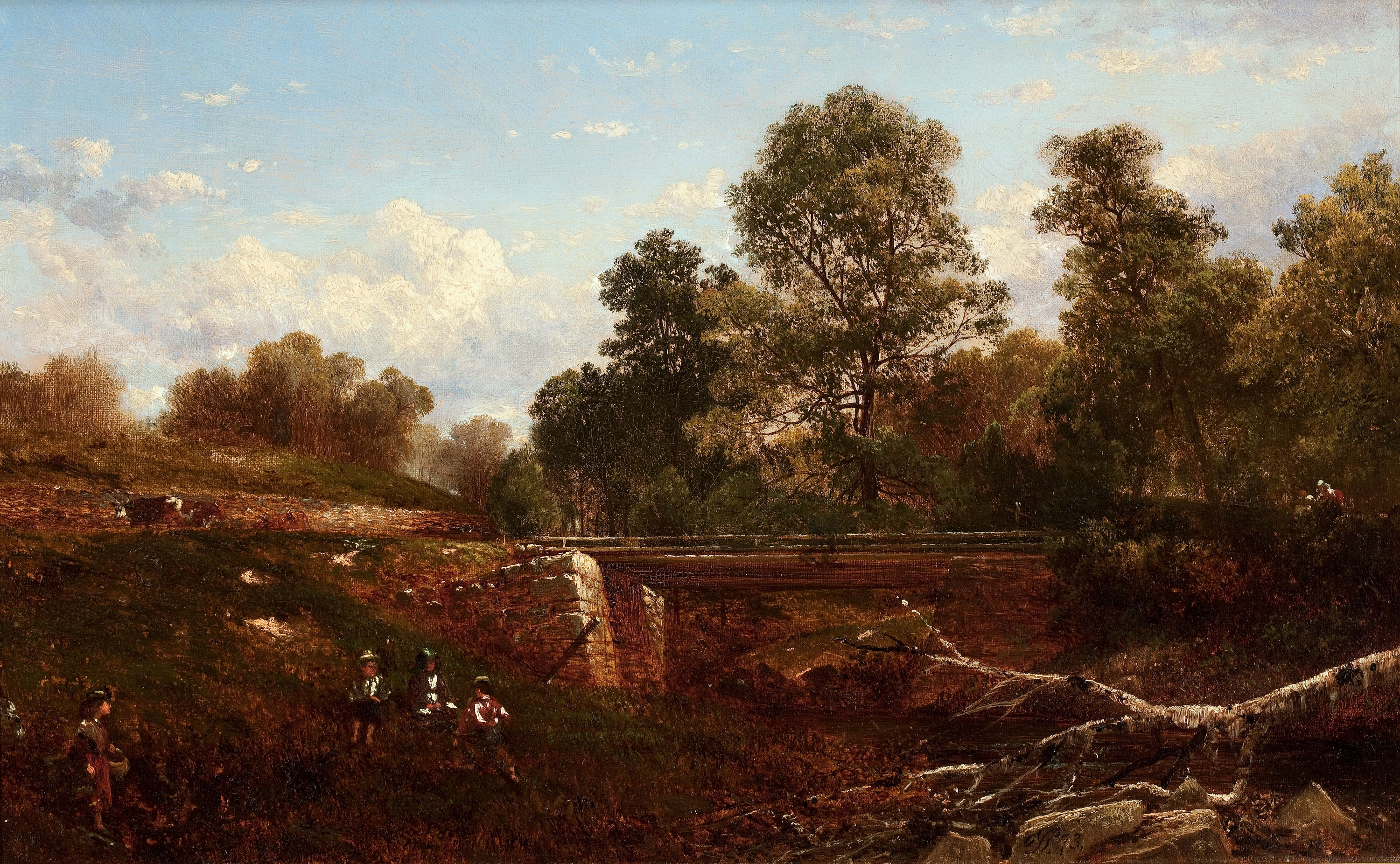
The Children's Playground (1873)
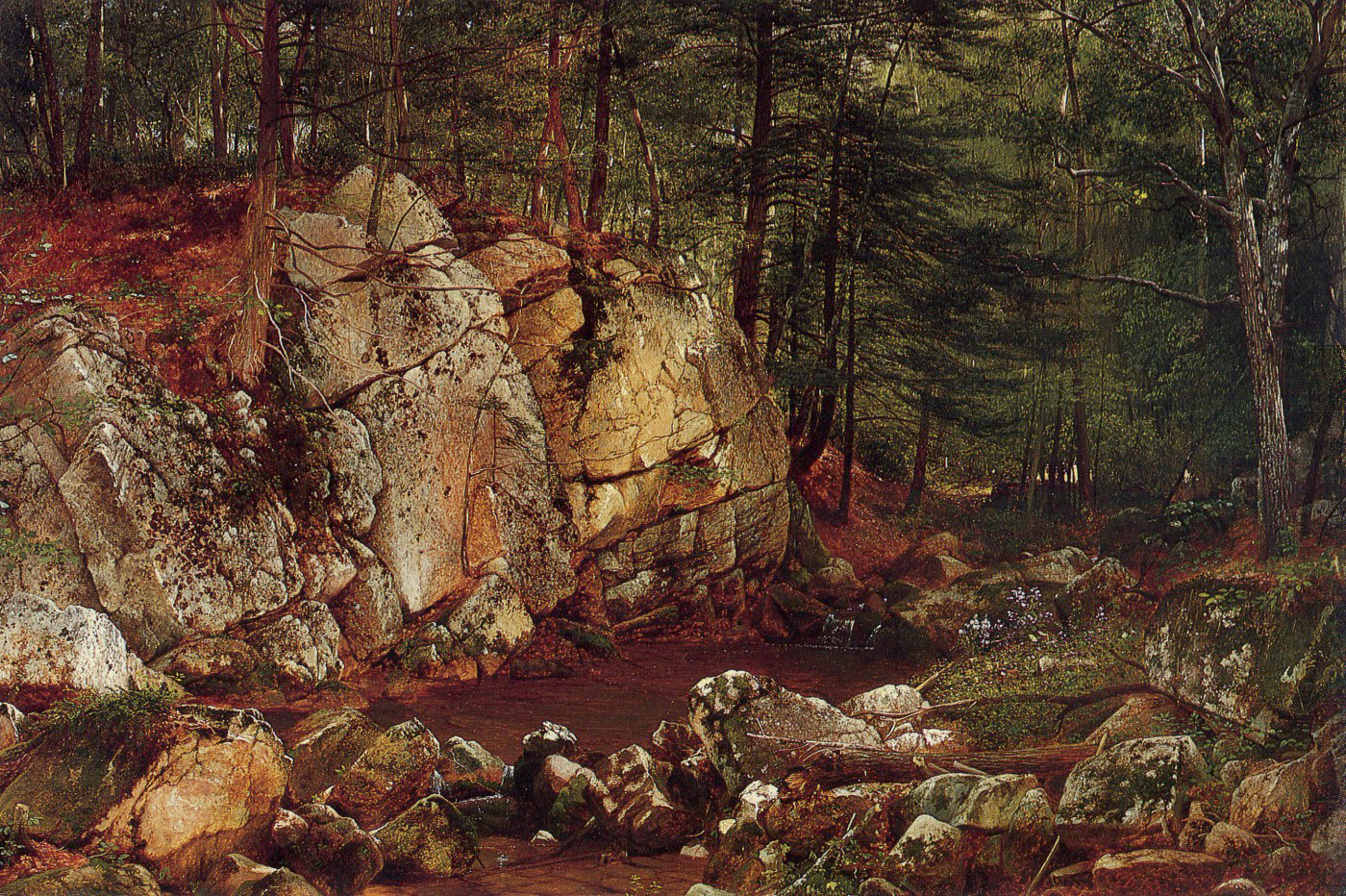
Brook Study at Warwick (1873)
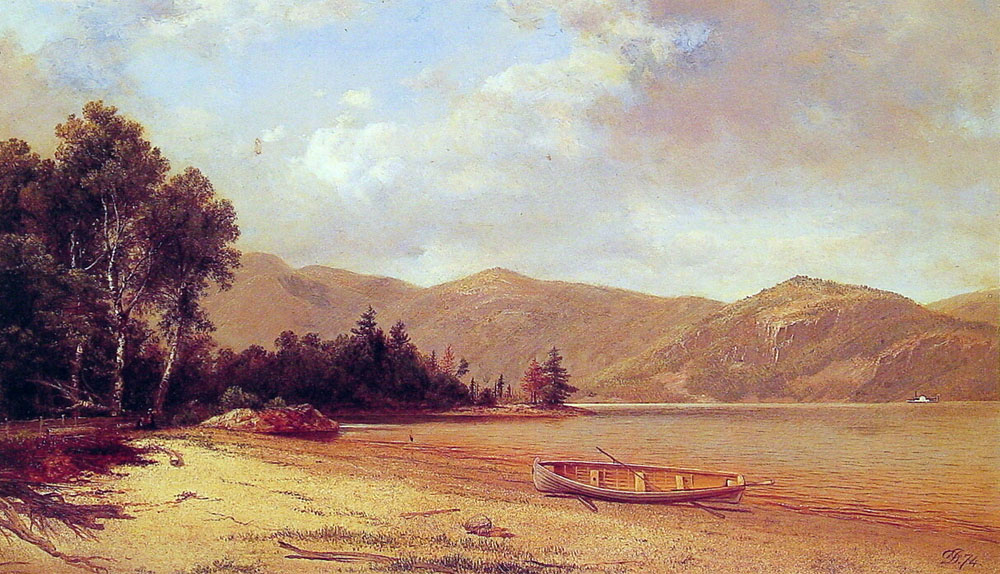
View of Dresden, Lake George (1874)
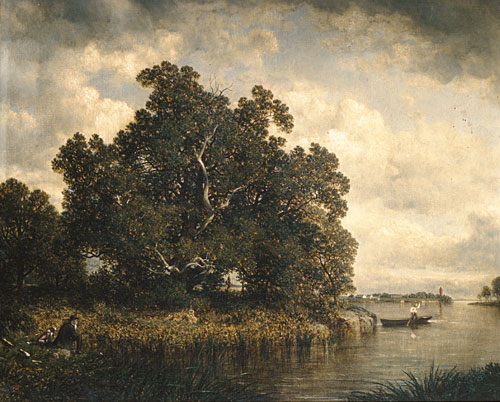
Bayside, New Rochelle, New York (1886)